# Европейски път
Системата на европейските пътища (номерирани E01 и т.н.) представлява мрежа от пътища, покриваща цяла Европа и части от Азия и Африка. Номерирането на пътищата се координира от Икономическата комисия на ООН за Европа.

## Европейски пътища в България
– Ла Коруня – Билбао – Сан Себастиан – Бордо – Клермон Феран – Лион – Шамбери – Суза – Торино – Алесандрия – Тортона – Бреша – Верона – Местре – Палманова – Триест – Любляна – Загреб – Джаково – Белград – Вършац – Тимишоара – Дробета-Турну Северин – Крайова – Александрия – Букурещ – Гюргево – Русе – Разград – Шумен – Варна ... Самсун – Орду – Гиресун – Трабзон – Батуми – Поти
 – Орадея – Беюш – Дева – Петрошани – Търгу Жиу – Крайова – Калафат ... Видин – Враца – Ботевград – София – Благоевград – Сяр – Солун
 – Лисабон – Сан Себастиан – Тулуза – Ница – Генуа – Рим – Пескара ... Дубровник – Прищина – София – Пловдив – Истанбул – Измит – Гереде – Амасия – Ерзурум – Гюрбулак – Иран
 – Бяла – Плевен – Ябланица – Ботевград – София
 – Клайпеда – Каунас – Вилнюс – Лида – Слоним – Кобрин – Сирет – Сучава – Роман – Уржичени – Букурещ – Гюргево – Русе – Бяла – Велико Търново – Габрово - Стара Загора – Хасково – Свиленград – Орменион – Кастанис – Димотика – Александруполис
 – Тулча – Констанца – Варна – Бургас – Малко Търново – Дерекьой – Къркларели – Бабаески – Хавса – Кебан – Галиполи – Айвалък – Измир – Селджук – Айдън – Денизлъ – Асипаям – Коркутелъ – Анталия
 – Ябланица – Велико Търново – Шумен
 – Поповица – Стара Загора – Бургас
 – София – Кюстендил – Куманово